# Hyatt
Hyatt Hotels Corporation es una compañía internacional hotelera de capital estadounidense. La Corporación Hyatt nació con la compra del Hotel Hyatt House, situado en el Aeropuerto Internacional de Los Ángeles, en septiembre de 1957. En 2015, la revista Fortune clasificó a Hyatt Hotels como la 78.ª compañía de EE. UU. para trabajar. Anualmente la fundación homónima Hyatt y dependiente de dicha corporación concede el Premio Pritzker de arquitectura, además de patrocinarlo.

## Historia
Los dueños originales del hotel Hyatt House eran los empresarios Hyatt Robert von Dehn y Jack Dyer Crouch; después de unos años, Von Dehn vendió en 1957 su participación en el hotel al empresario Jay Pritzker. El hermano más joven de Jay Pritzker, Donald, también tuvo una importante función en la compañía.
Los hermanos Pritzker hicieron varias adquisiciones de hoteles con fortuna, porque en pocos años, Hyatt se convirtió en la cadena de hoteles de mayor crecimiento en Estados Unidos. Donald murió en 1972, pero Jay Pritzker continuó con el negocio.
En 1969, Hyatt abrió su primer hotel fuera de los Estados Unidos, el Hyatt Regency de Hong Kong. En 1980 crea las marcas Grand Hyatt y Park Hyatt y se establece en Maui (Hawái). En 2015, Hyatt Hotels cuenta con más de 620 hoteles en todo el mundo.
En 1972, Hyatt creó la Corporación Elsinore, empresa subsidiaria de Four Queens Hotel and Casino y el Hyatt Lake Tahoe. Después de que Hyatt saliera a Bolsa en 1979, Elsinore lanzó un spin-off y abrió el Playboy Hotel and Casino, en unión de Playboy Enterprises. En junio de 2004, las empresas del grupo Pritzker se fusionan, incluyendo Hyatt Corporation y Hyatt International Corporation, en una sola entidad ahora llamada Global Hyatt Corporation. En 2009, Global Hyatt Corporation cambió su nombre a Hyatt Hotels Corporation.
En diciembre de 2004 Hyatt adquirió AmeriSuites, cadena de hoteles de clase empresarial perteneciente a Blackstone Group, una de la mayores empresas de inversión riesgo del mundo, con sede en Nueva York. Blackstone había adquirido AmeriSuites junto a Prime Hospitality en 2004. AmeriSuites ya trabajaba con la marca Hyatt Place, competidor de productos exclusivos de Marriott International´s Courtyard de Marriott y Hilton Worldwide´s Hilton Garden Inn. En diciembre de 2005, Hyatt adquirió la compañía Summerfield Suites, también al grupo Blackstone. Blackstone lo había adquirido junto a Wyndham Worldwide. Según una nota de prensa, en enero de 2012 Hyatt Summerfield Suites era transformado en Hyatt House para competir con marcas como Residence Inn, Homewood Suites y Staybridge Suites. Hyatt lanzó en 2007 la marca Andaz. El primer Andaz fue el de Londres, seguido por hoteles en San Diego, Hollywood, Shanghái y Nueva York (Andaz Wall Street y Andaz 5.ª Avenida). Desde agosto de 2009 Hyatt cotiza en la Bolsa de Nueva York, con Mark Hoplamazian como CEO y Thomas Pritzker como  Executive VP Chairman o Presidente Ejecutivo.
En 2011, Hyatt adquirió Hotel Sierra, el cual tiene 18 propiedades en 10 estados. Junto con Hyatt Summerfield Suites hoteles, muchas de estas propiedades pasaron a la marca Hyatt House en enero de 2012. Al 31 de diciembre de 2014, Hyatt tenía 587 propiedades en todo el mundo. La más reciente edificación fue inaugurada el 29 de agosto de 2018 en Colombia: El Grand Hyatt Bogotá, ubicado en la Ciudad Empresarial Sarmiento Angulo de Bogotá.

El 15 de agosto de 2021 anuncia la compra de Apple Leisure Group por $2,300 millones de dólares, convirtiéndola en subsidiaria de la primera.

## Marcas
- Park Hyatt, hoteles residenciales de lujo.[19]
- Andaz, hoteles medios con estilo.[20]
- Grand Hyatt, hoteles de lujo para vacaciones en ciudades importantes.[21]
- Hyatt Regency, hoteles de convenciones y empresas, localizados en núcleos urbanos, suburbanos y aeropuertos.[22]
- Hyatt, hoteles pequeños, pero con todos los servicios. Edificios de 150 a 350 habitaciones, localizados en centros empresariales importantes.[23]
- Hyatt Centric, hoteles diseñados para empresarios y viajeros de ocio.[24]

- Hyatt Place, grandes hoteles para empresas y servicios.[25]

- Hyatt House, antes Hyatt Summerfield Suites o Summerfield Suites, Wyndham u Hotel Sierra, hoteles residenciales más pequeños y modernos en ubicaciones urbanas y suburbanas de Estados Unidos.[26]

- Hyatt Zilara o Hyatt Ziva, Hoteles en playa y costas bajo el concepto todo incluido de lujo, la marca Zilara exclusiva para adultos y Ziva para familias, hoteles operados por Playa Hotels & Resorts.[27]

- Hyatt Residence Club, para estancias largas, multipropiedad y con el mismo servicio del Hyatt.[28]
- Secrets, lujo todo incluido para adultos.
- Dreams, lujo todo incluido para familias.
- Hyatt Vivid, confort informal y relajado solo para adultos.
- Breathless, lujo todo incluido para adultos jóvenes.
- Impression by Secrets, lujo extremo todo incluido para adultos.
- Zoetry, ultra lujo todo incluido.
- Sunscape, diversión para toda la familia,  suelen ser hoteles remodelados o que no cumplen con estándares para un mejor posicionamiento.

## Galería

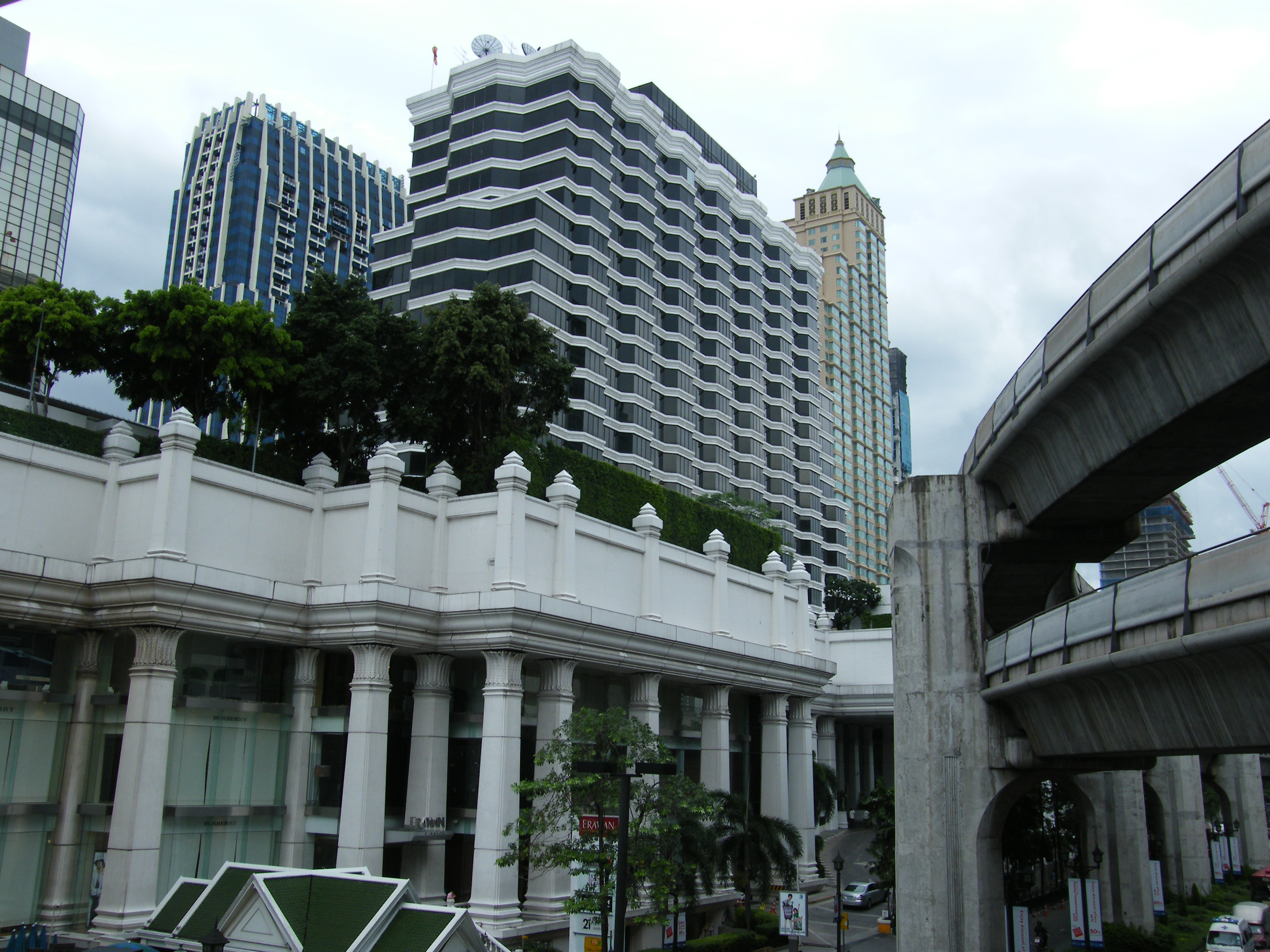
Grand Hyatt Bangkok, Tailandia
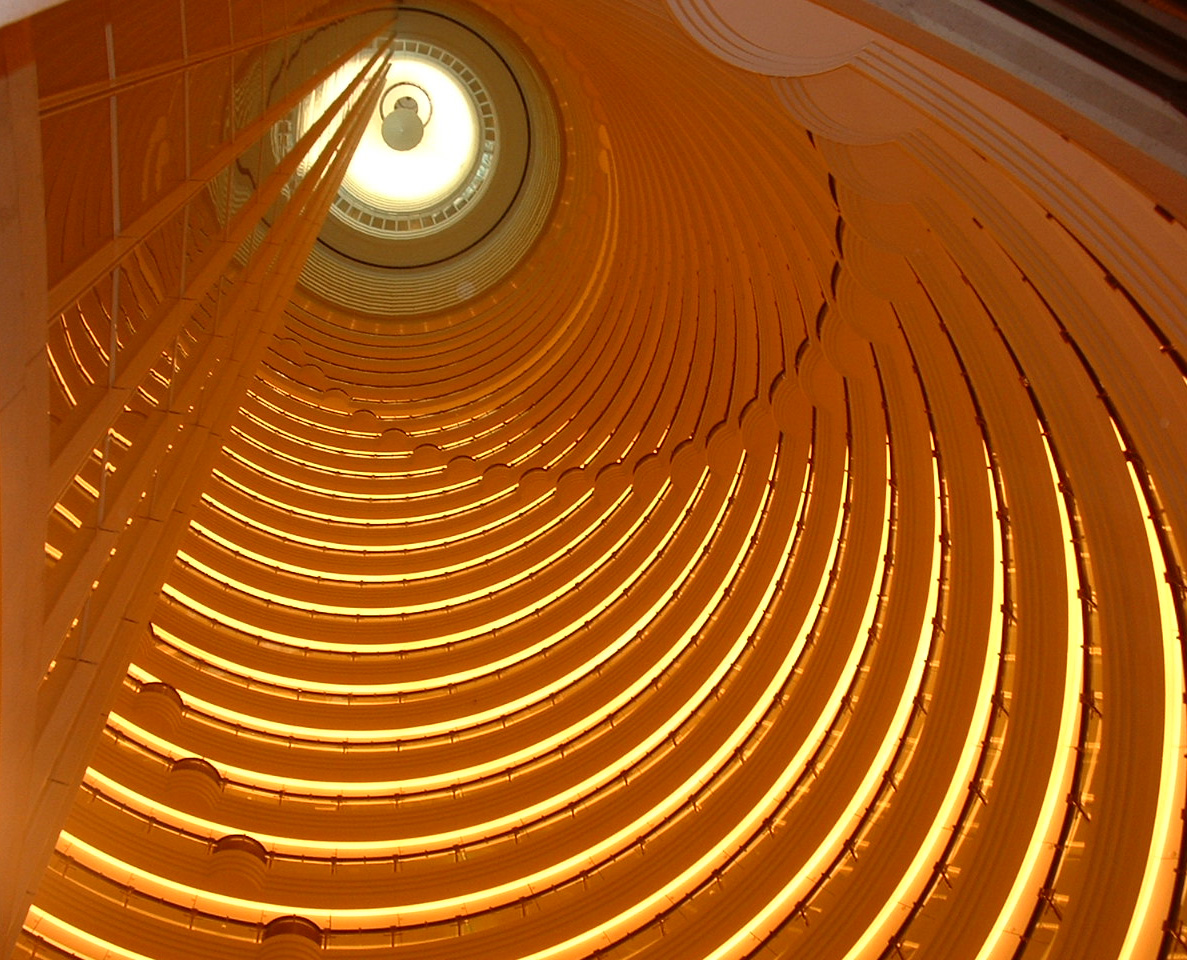
Grand Hyatt Shanghai, China
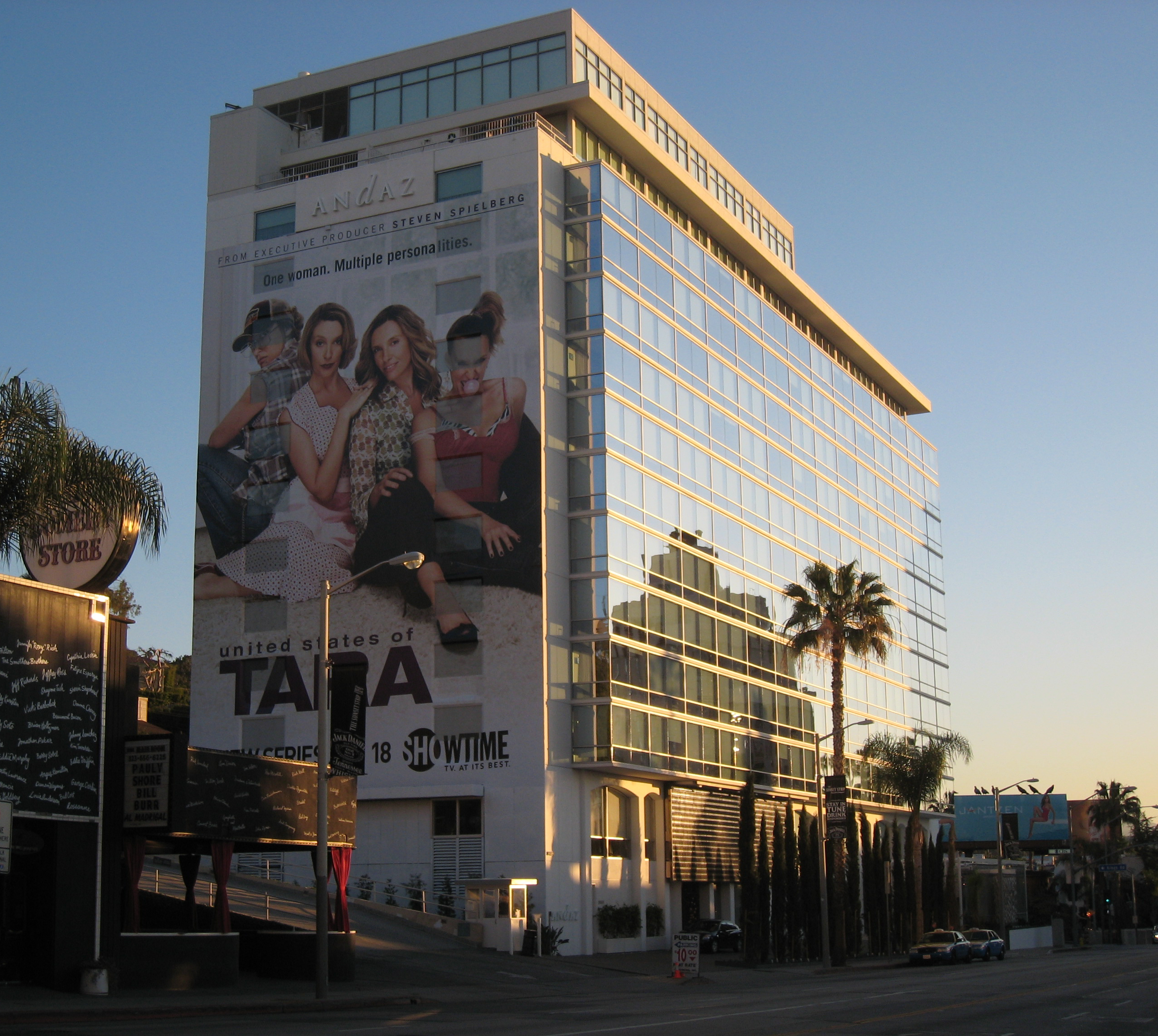
Andaz WestHollywood, Estados Unidos
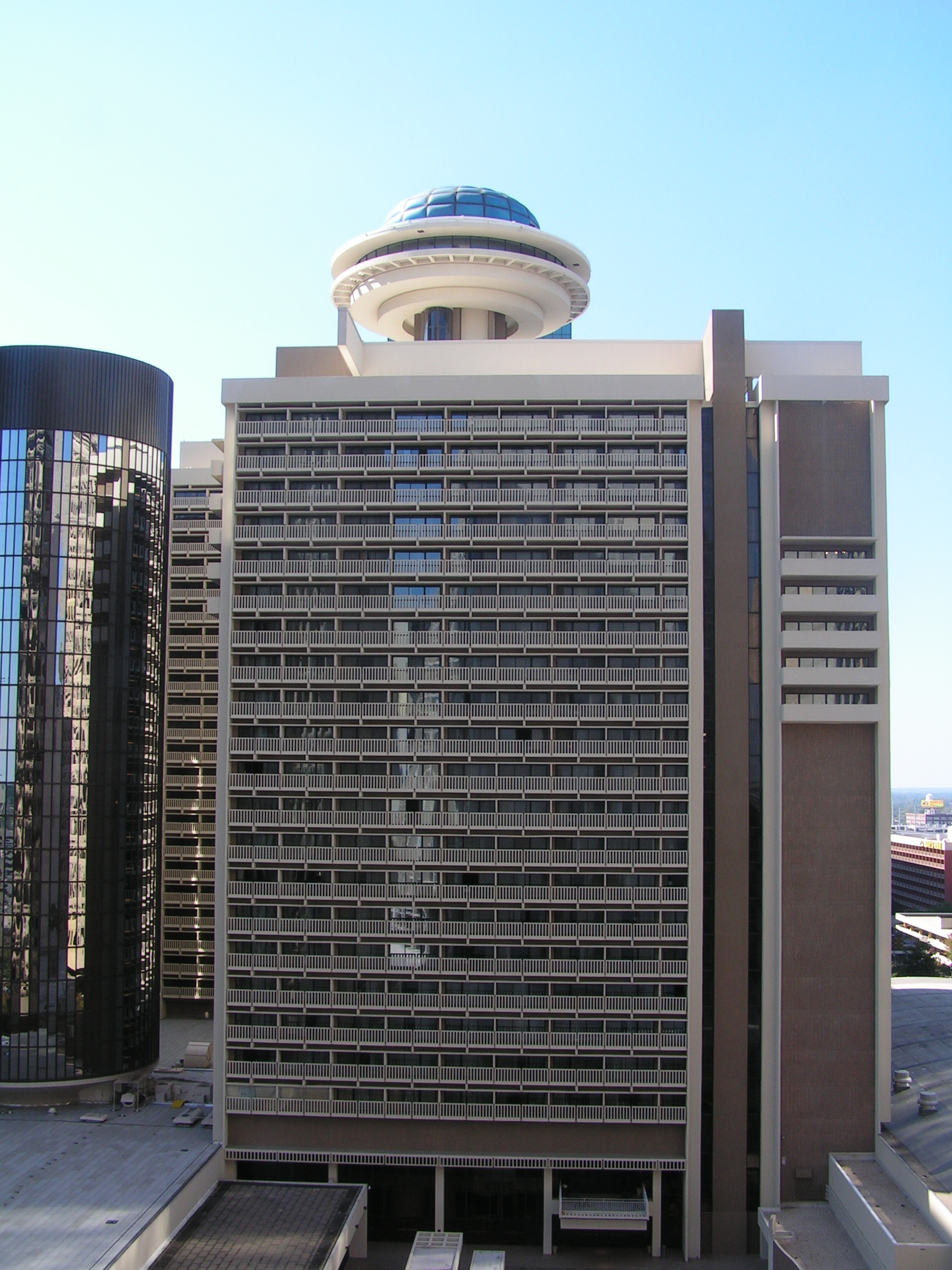
Hyatt Regency de Atlanta, Georgia
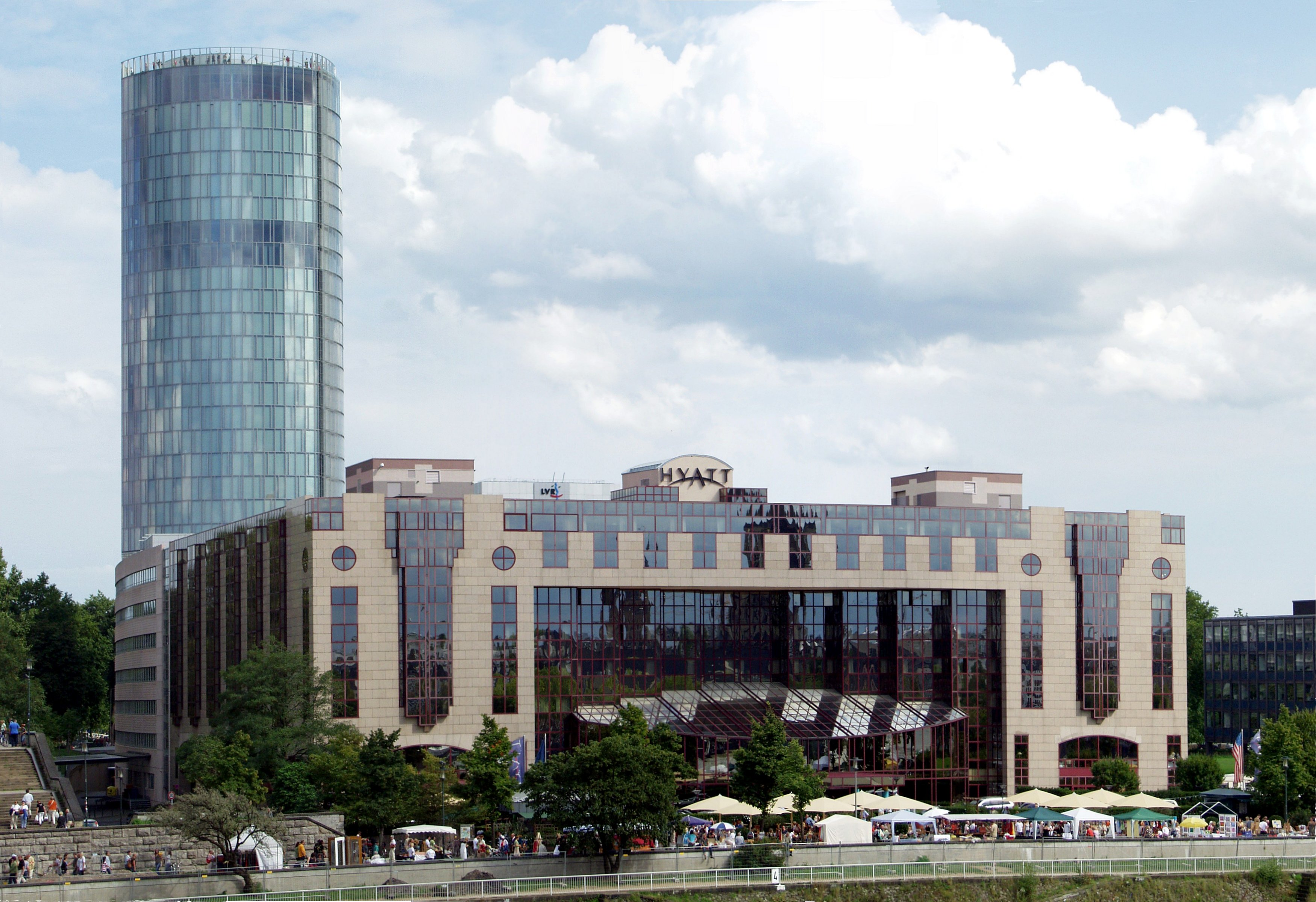
Hyatt Regency Colonia, Alemania
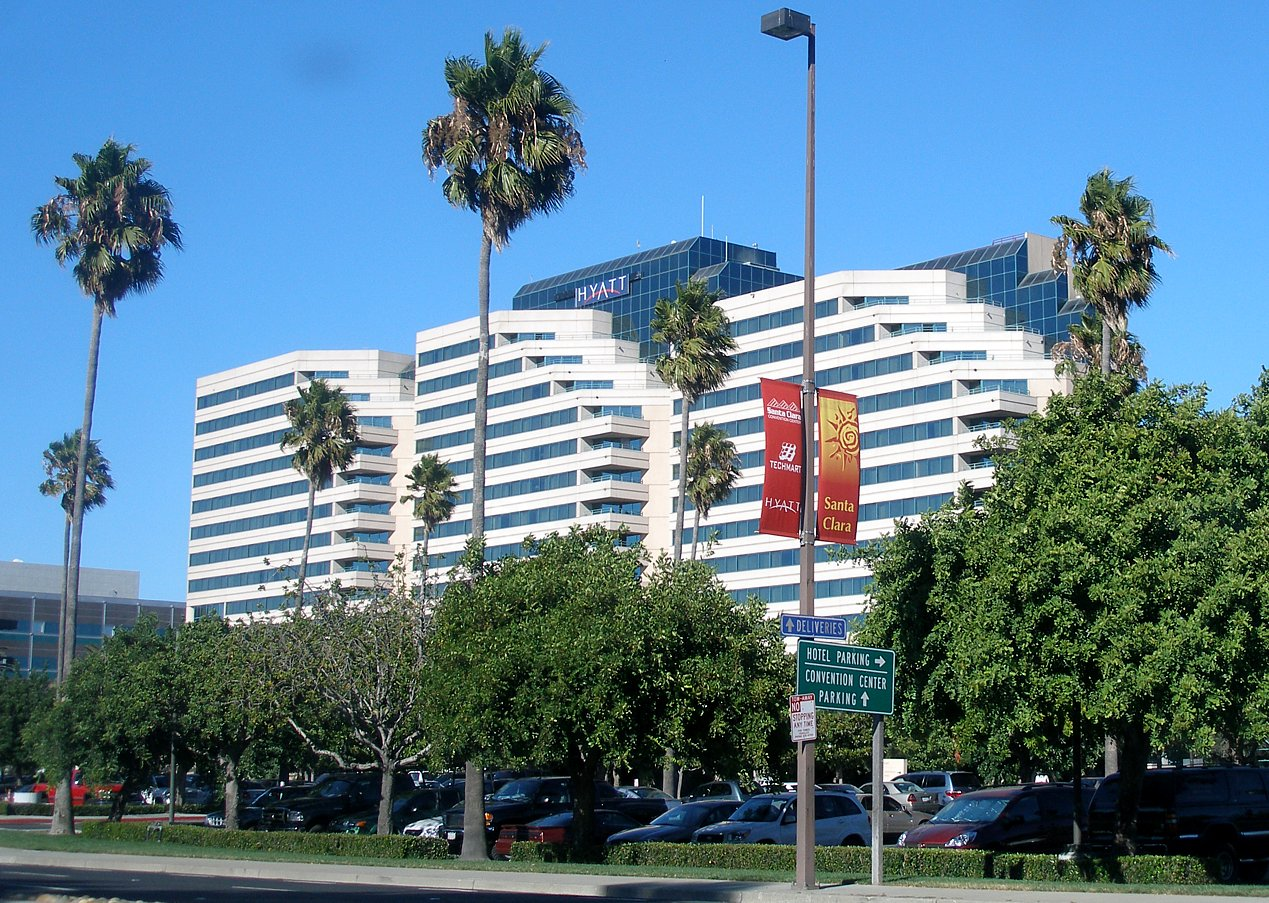
Hyatt Regency Santa Clara, California, Estados Unidos
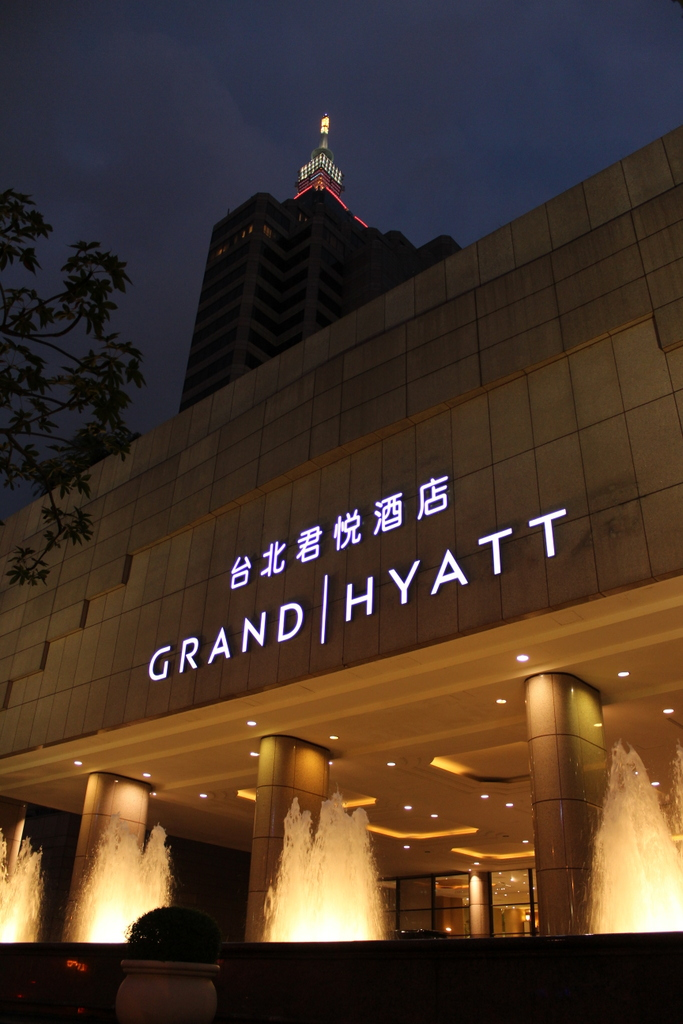
Grand Hyatt Taipei, Taiwán
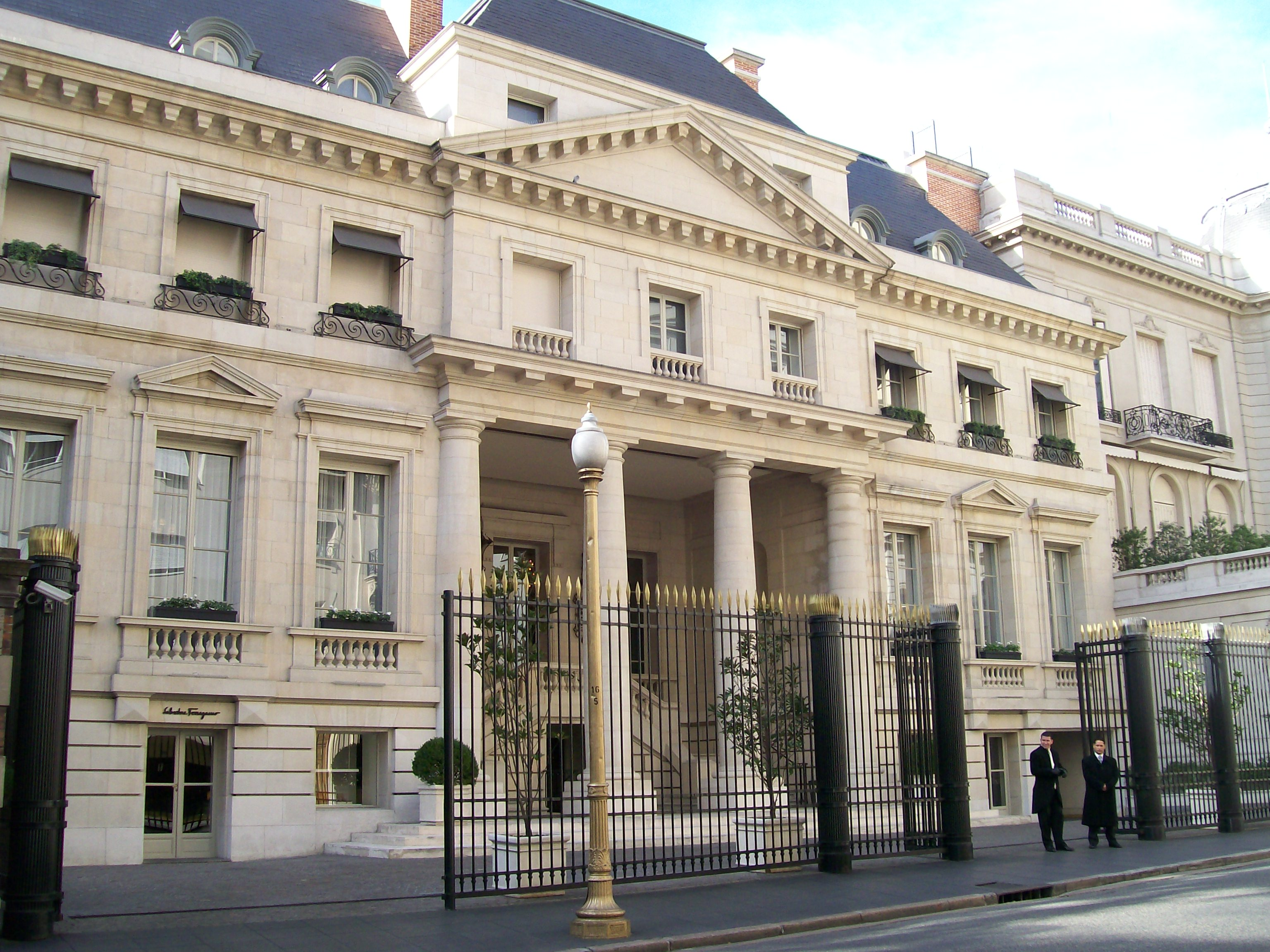
Park Hyatt de Buenos Aires, Argentina
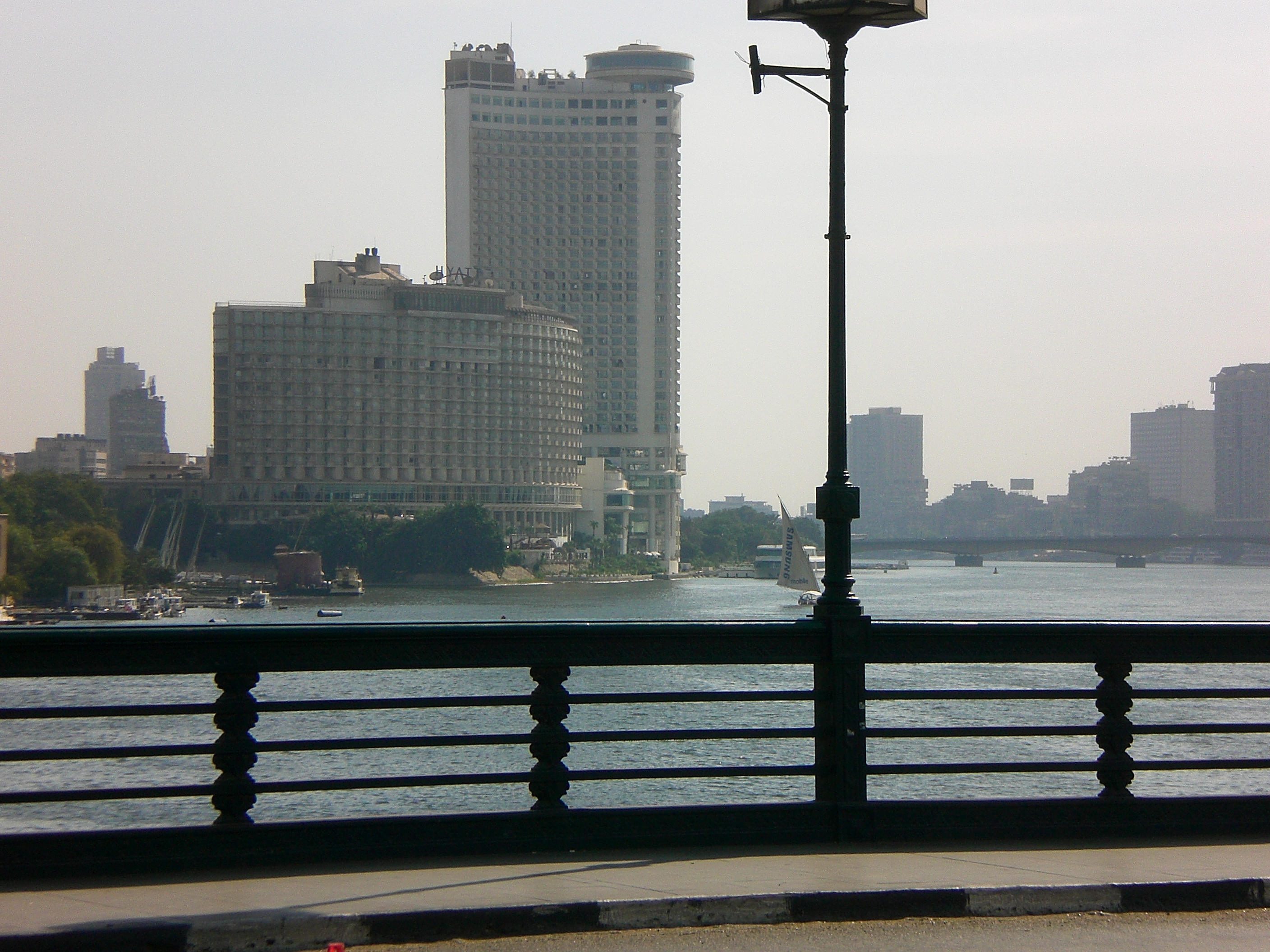
Grand Hyatt El Cairo, Egipto
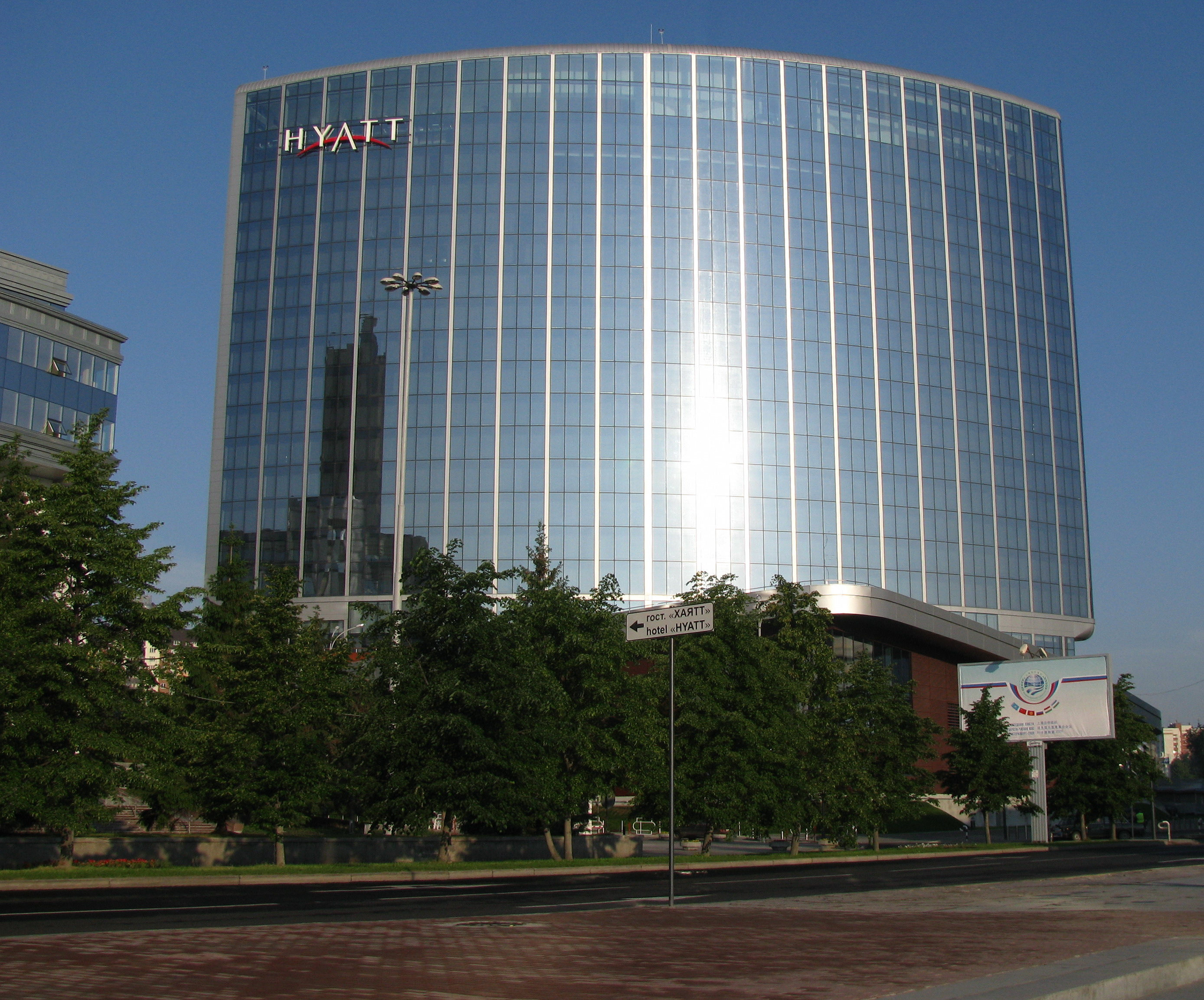
Hyatt Regency Ekaterinburgo, Rusia
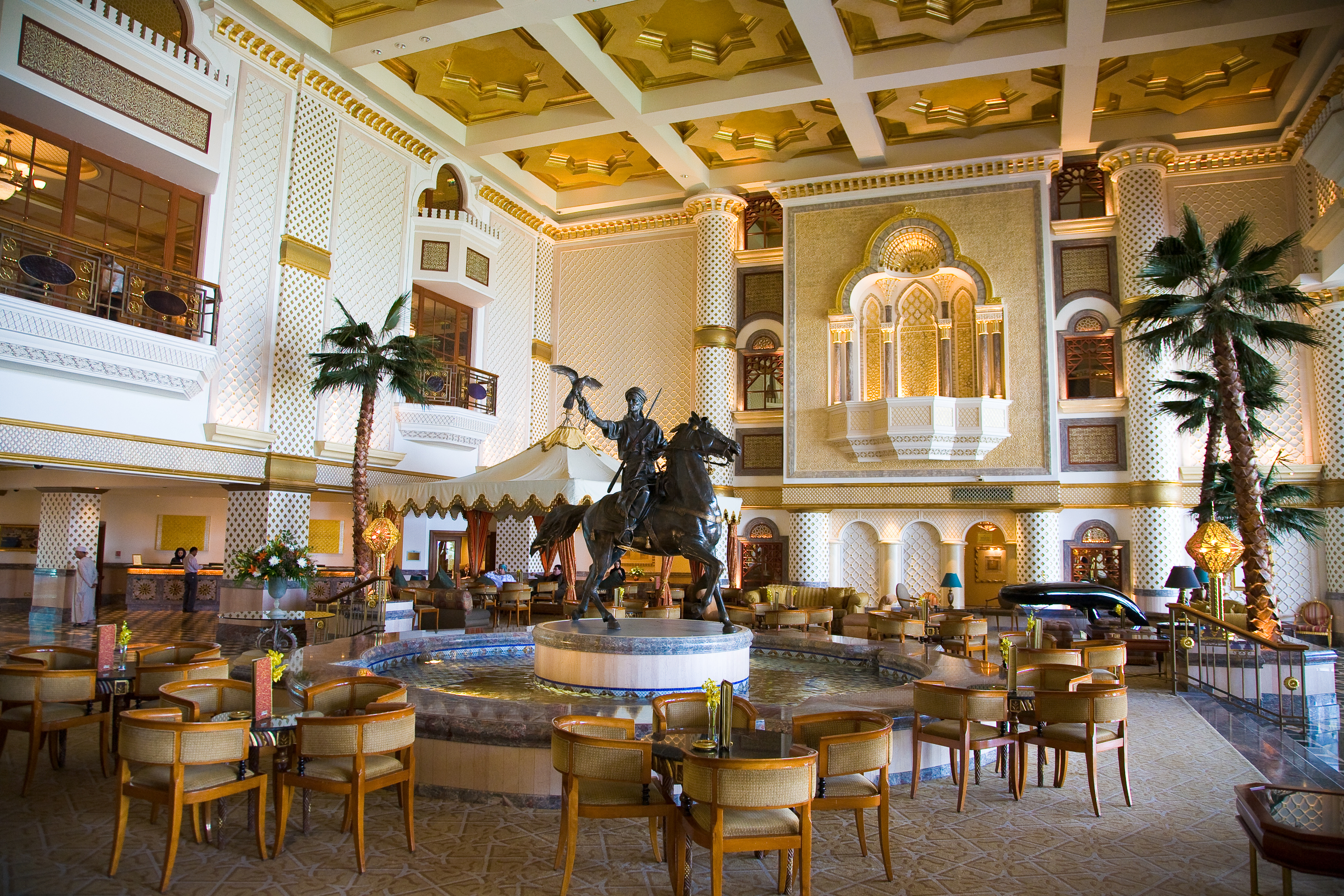
Grand Hyatt Hotel Mascate, Omán
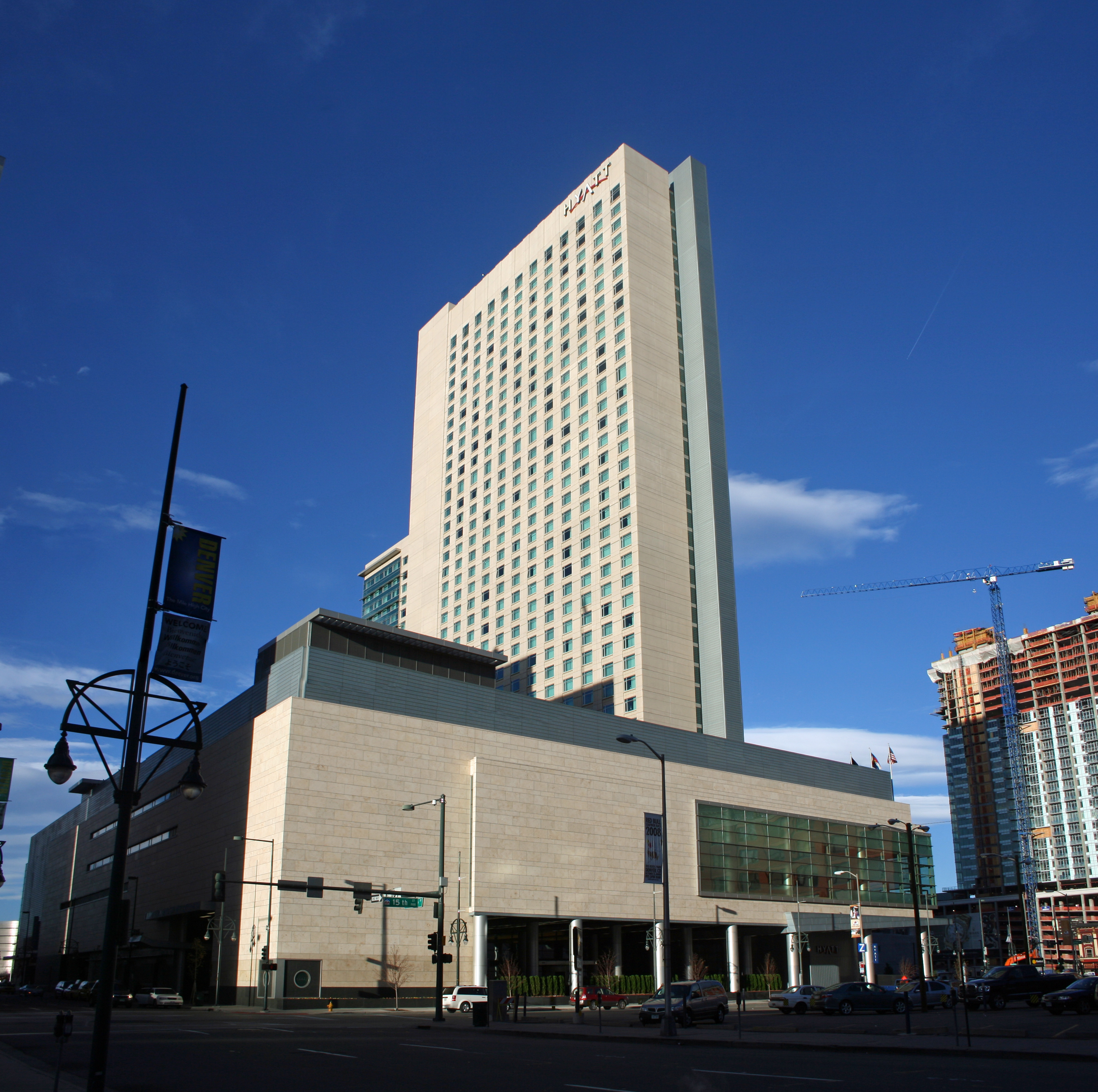
Hyatt Regency Denver, Centro de Convenciones de Colorado
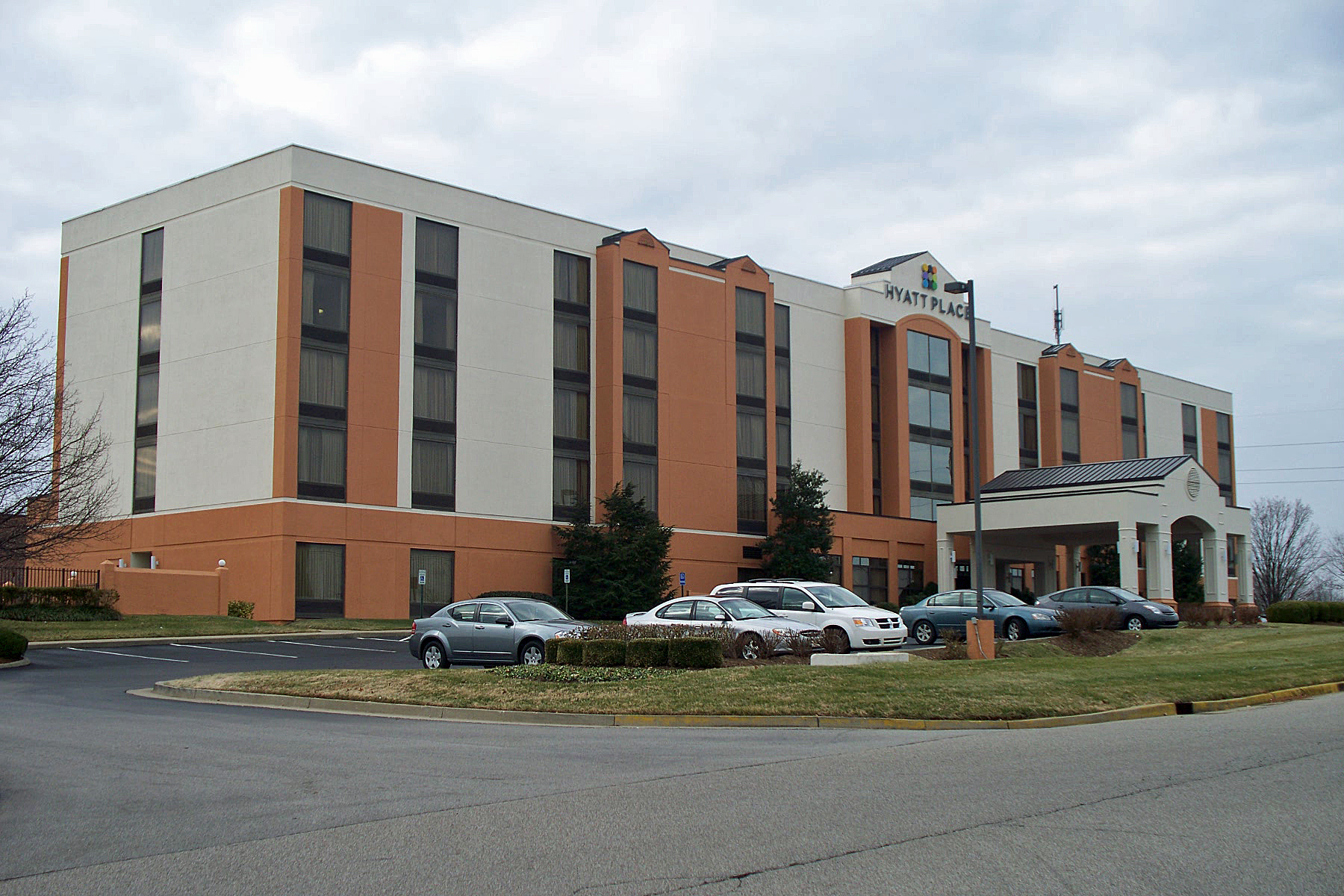
Hyatt Place Louisville, Kentucky
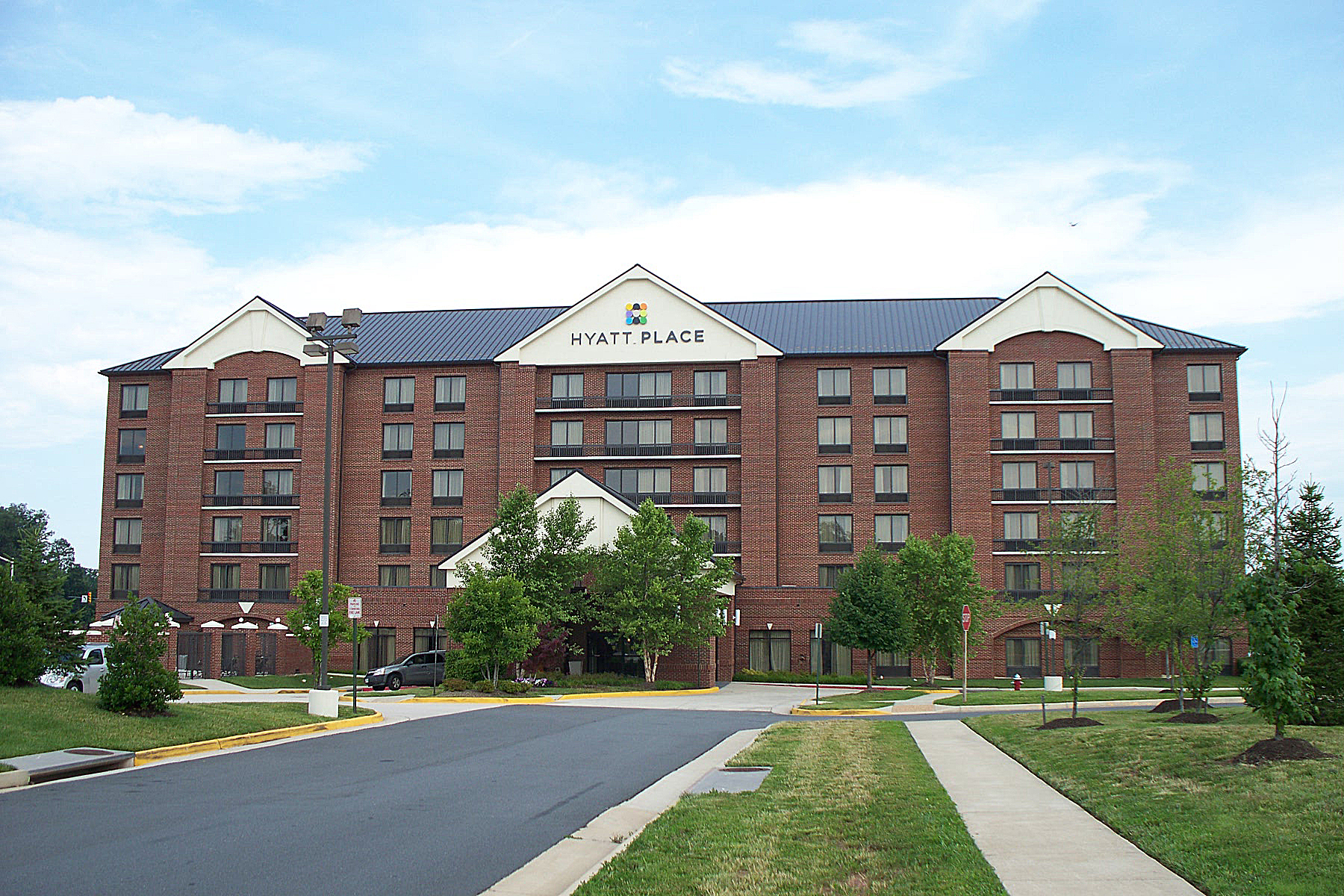
Hyatt Place Chantilly, Virginia
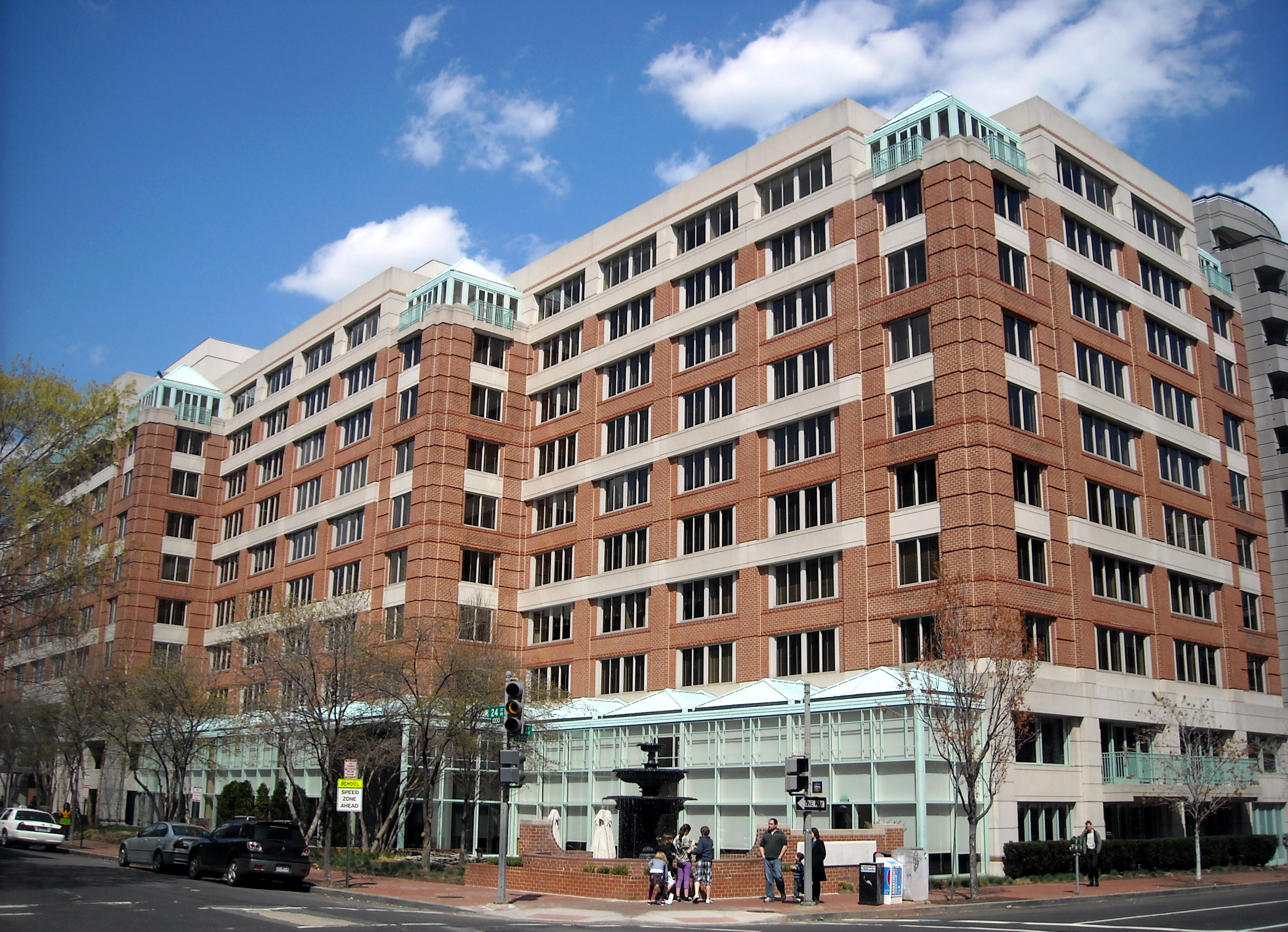
Park Hyatt Washington, D.C.
Hyatt Ammán de hotel, Jordania
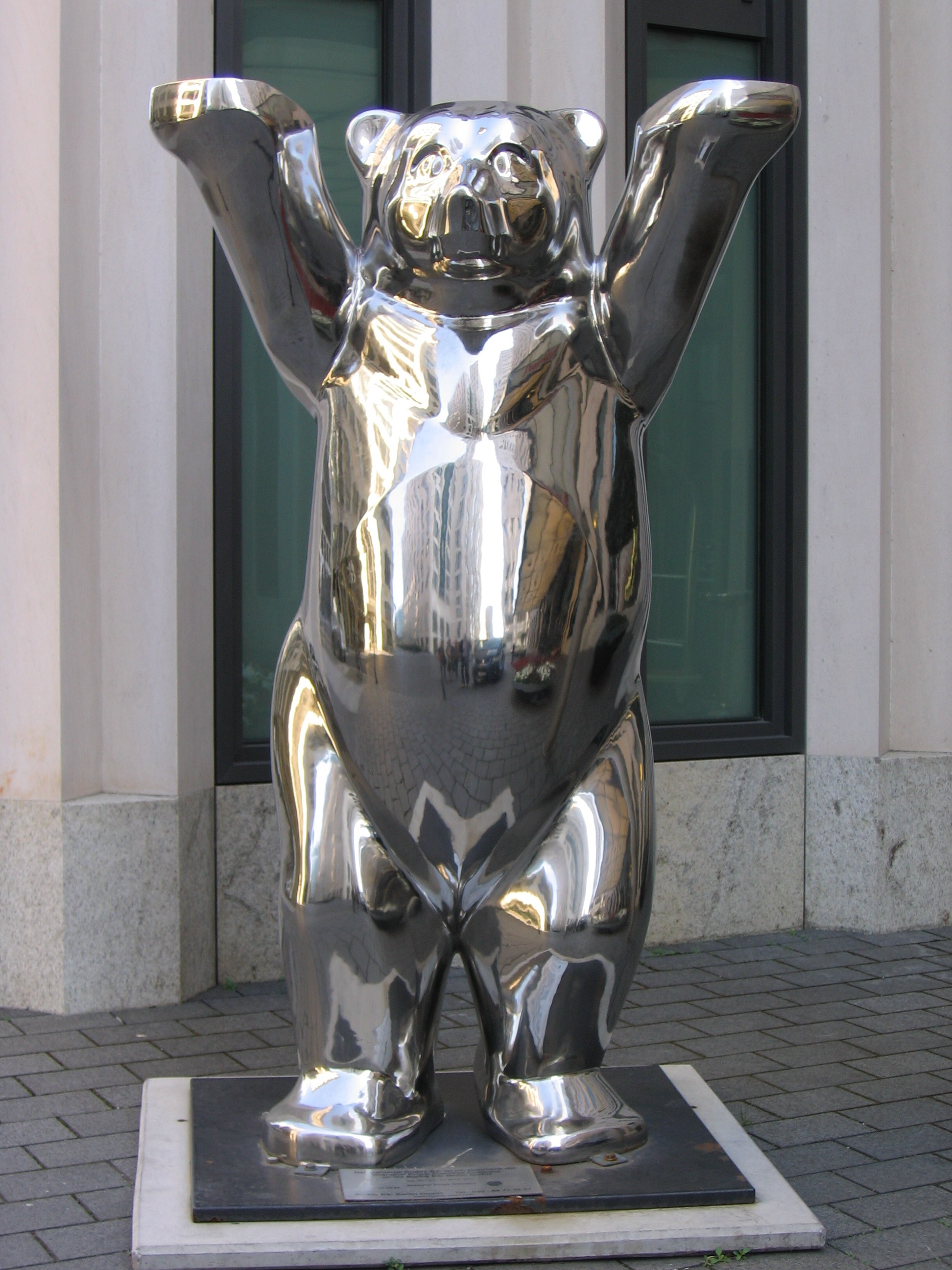
Grand Hyatt Berlín: Oso inoxidable en el vestíbulo del hotel
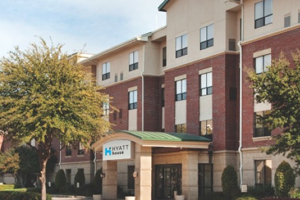
Hyatt House Dallas/Lincoln Park, Dallas, Texas
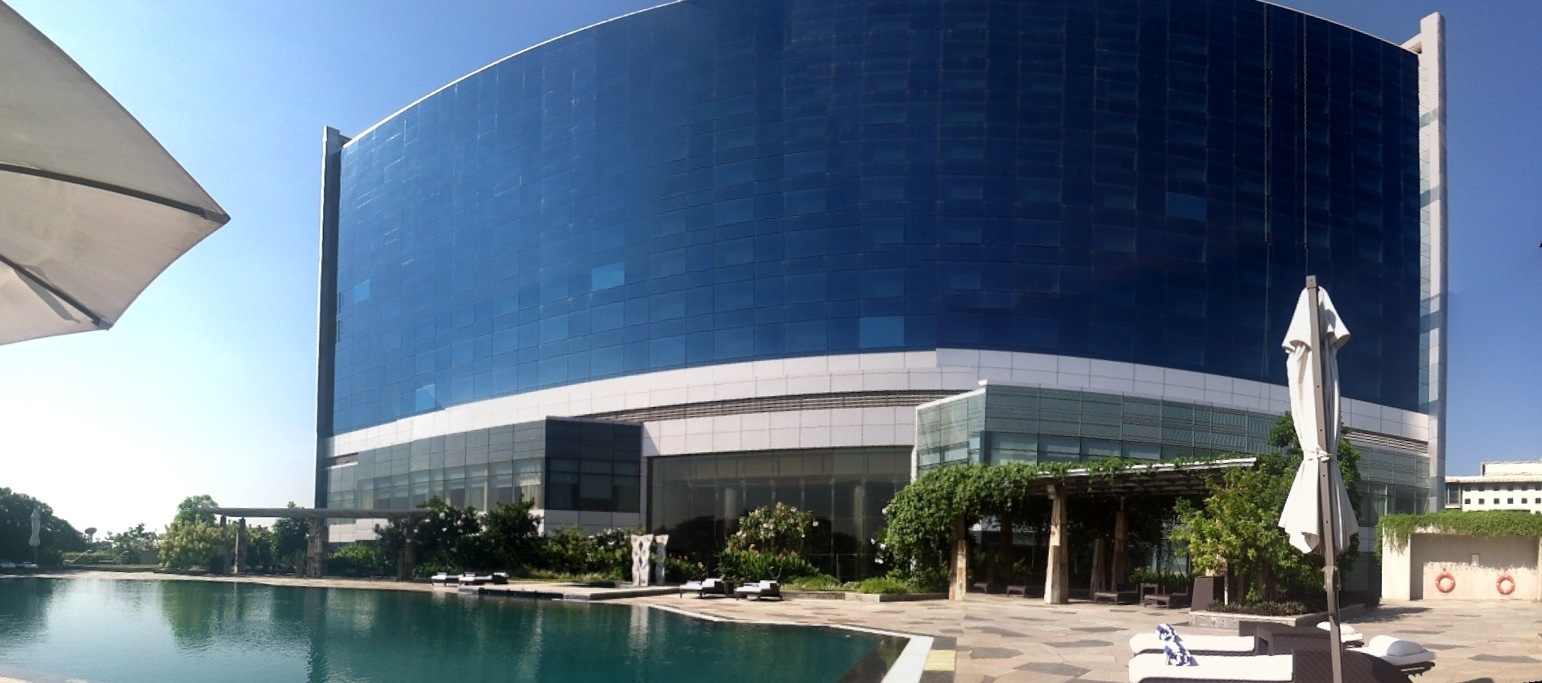
Hyatt Regency Madrás, India
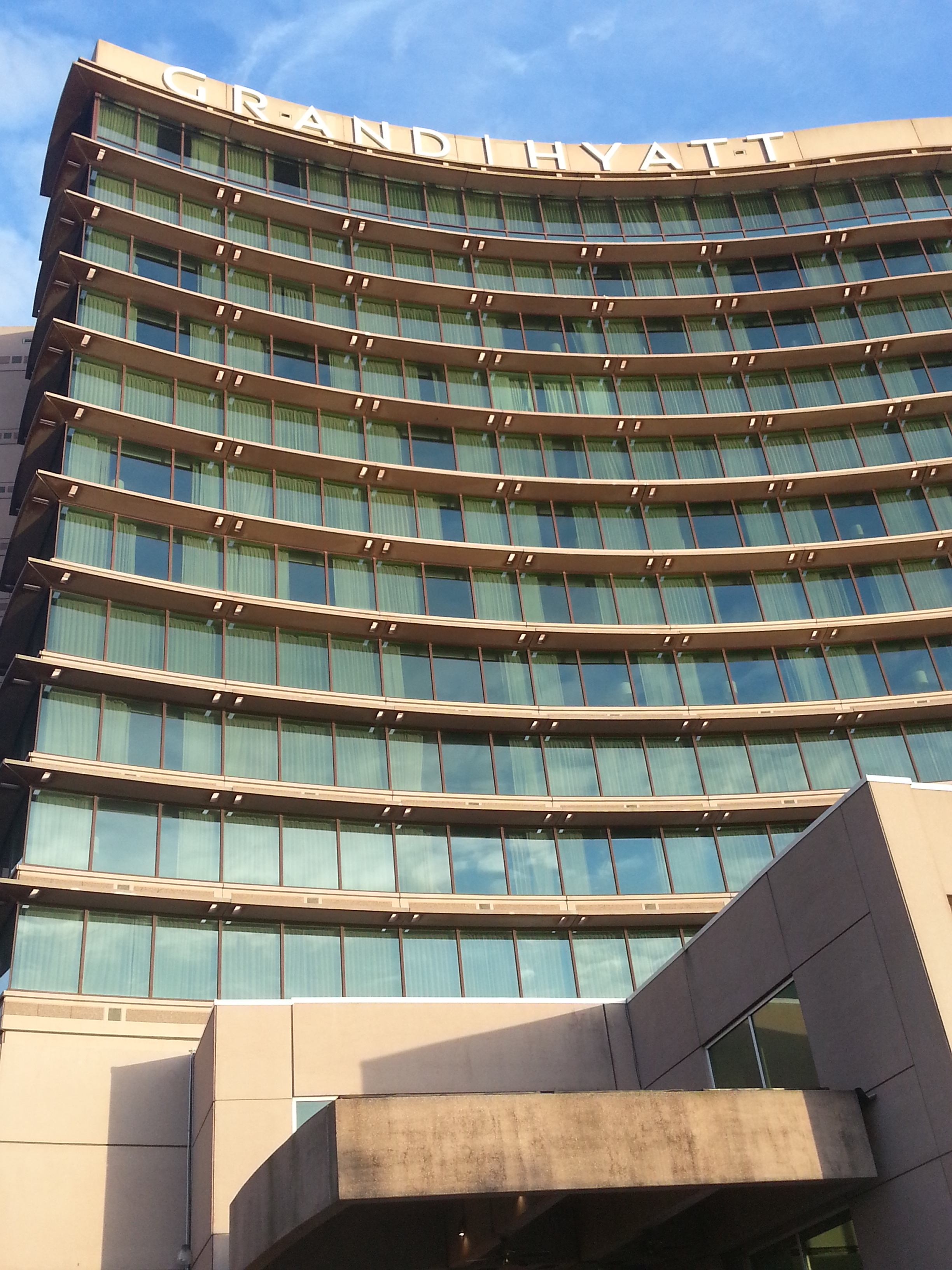
Grand Hyatt Tampa Bahía en Tampa, Florida